# Xã Stampers Creek, Quận Orange, Indiana
Xã Stampers Creek (tiếng Anh: Stampers Creek Township) là một xã thuộc quận Orange, tiểu bang Indiana, Hoa Kỳ. Năm 2010, dân số của xã này là 954 người.